# MI 2N

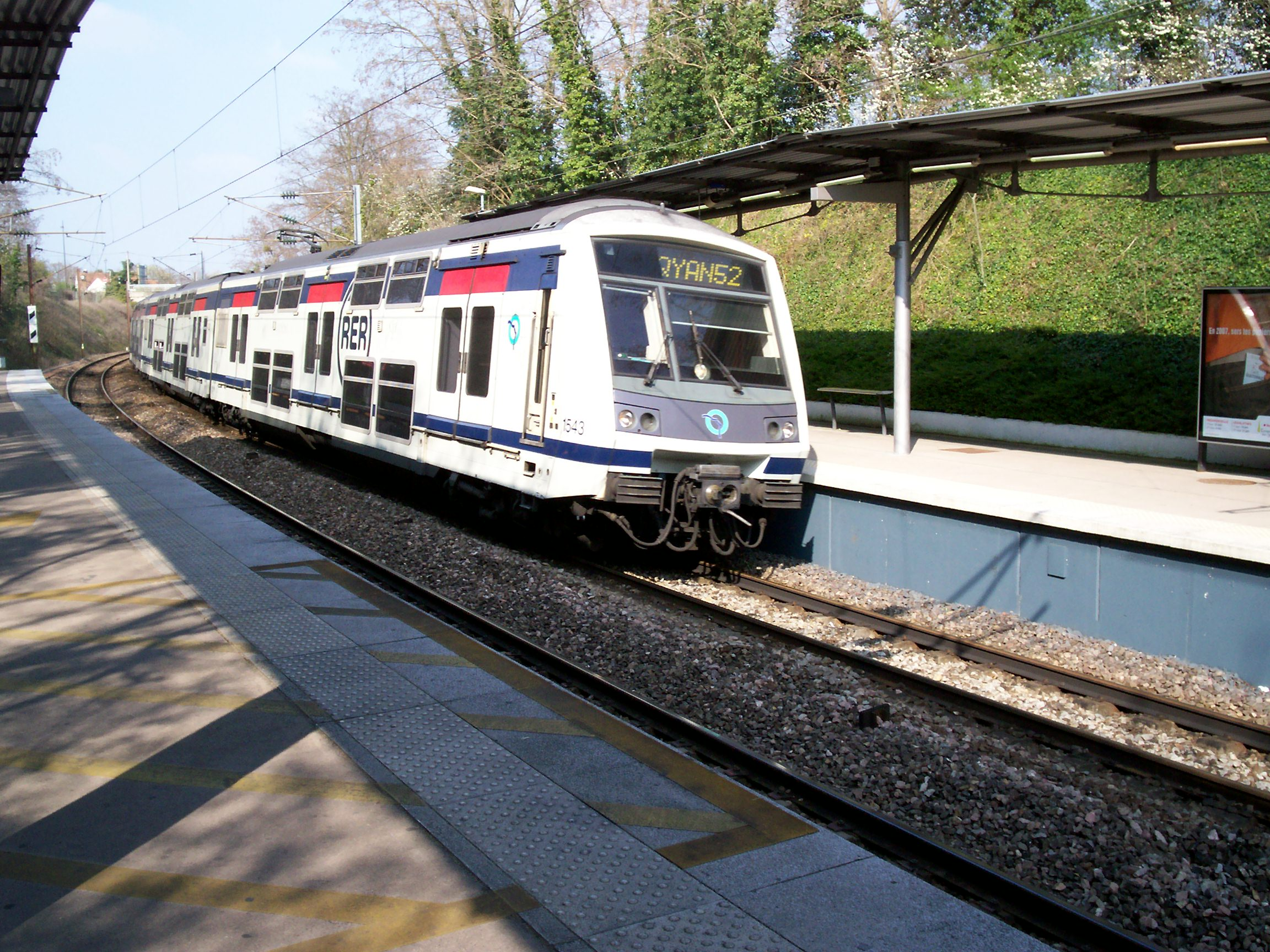
MI 2N RATP

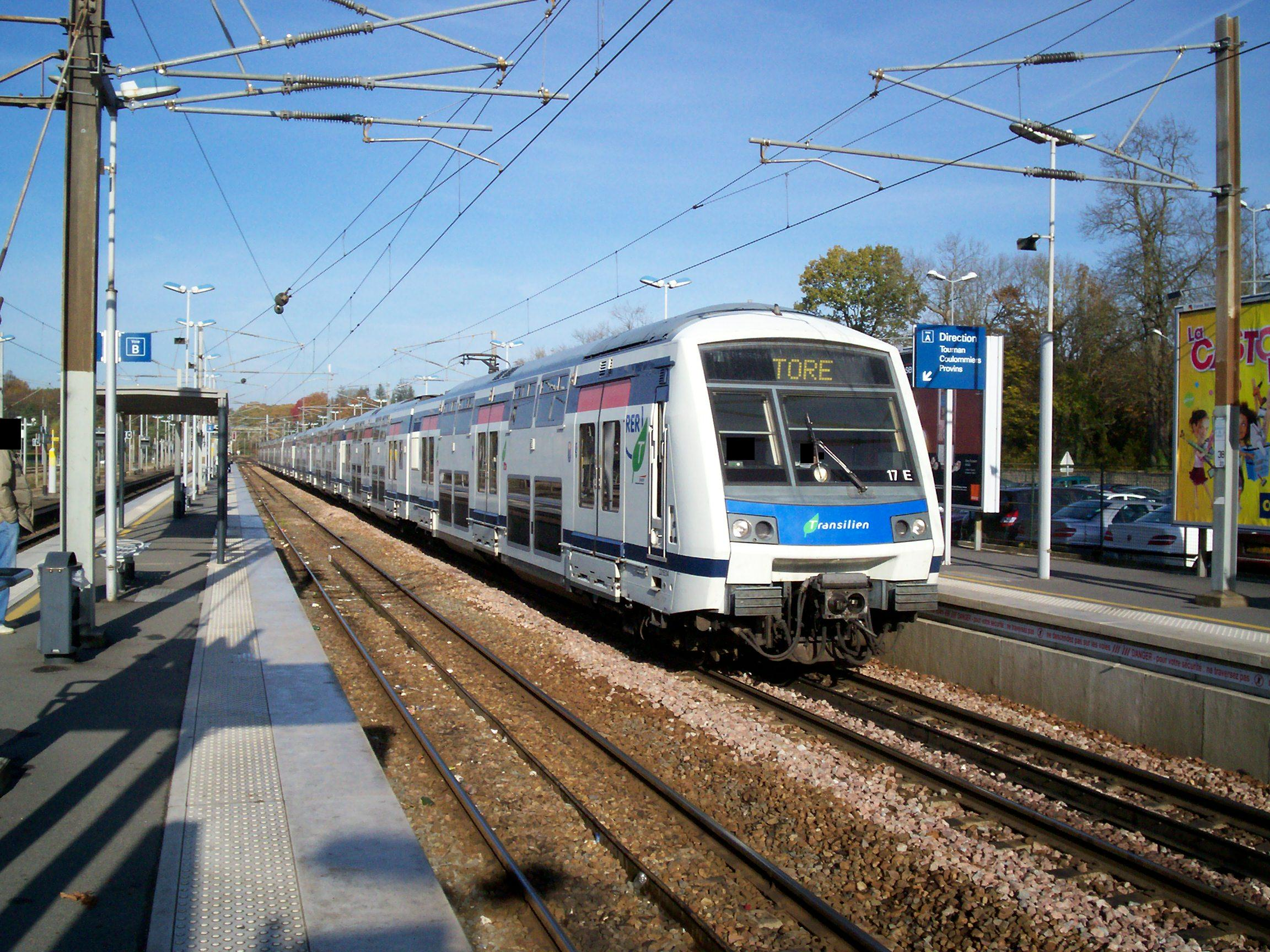
MI 2N SNCF

MI 2N (фр. Matériel d'Interconnexion à 2 Niveaux, дословно — «Двухуровневый связующий состав») — двухэтажный французский электропоезд, эксплуатируемый на линиях RER. Создан в GEC/Alstom (ныне Bombardier, Франция).
Первое поколение поездов эксплуатировалось как SNCF, так и RATP. Несмотря на то, что поезда каждого оператора очень похожи внешне, на самом деле они разные и обозначаются в каждой компании по-разному:
- RATP Altéo / Z 1500, эксплуатируется на линии RER A. Было построено 43 поезда (215 вагонов).
- SNCF Z 22500, эксплуатируется на линии RER E. Было построено 53 поезда (265 вагонов).

Поезда второго поколения, MI 09, были заказаны RATP в 2009 году и используются на линии A RER с 2011 года.
В январе 2019 года RATP объявила, что заключила контракт на сумму 121,3 млн. € на реконструкцию принадлежащих ей 43 поездов с испанским CAF. Они поступят в эксплуатацию в 2020 году.